# 6회 정관장배 세계여자바둑최강전
6회 정관장배 세계여자바둑최강전은 대한민국, 중국, 일본 중 한국이 우승했다.

## 참가 기사 명단
- 한국 :
- 일본 :
- 중국 :

## 대국 결과
| 대국 | 연도   | 날짜     | 장소                              | 승자               | 패자                 | 결과             | 기보                             |
| ---- | ------ | -------- | --------------------------------- | ------------------ | -------------------- | ---------------- | -------------------------------- |
| 1    | 2008년 | 1월 8일  | 중국 항저우 티엔위엔호텔          | 이슬아 初단        | 우메자와 유카리 五단 | 267수 흑 반집승  | [ 깨진 링크 ( 과거 내용 찾기 ) ] |
| 2    | 2008년 | 1월 9일  | 중국 항저우 티엔위엔호텔          | 이슬아 初단        | 왕판 初단            | 207수 흑 불계승  | [ 깨진 링크 ( 과거 내용 찾기 ) ] |
| 3    | 2008년 | 1월 10일 | 중국 항저우 티엔위엔호텔          | 아오키 기쿠요 八단 | 이슬아 初단          | 249수 백 9집반승 | [ 깨진 링크 ( 과거 내용 찾기 ) ] |
| 4    | 2008년 | 1월 11일 | 중국 항저우 티엔위엔호텔          | 아오키 기쿠요 八단 | 쑹룽후이 初단        | 211수 흑 불계승  | [ 깨진 링크 ( 과거 내용 찾기 ) ] |
| 5    | 2008년 | 3월 2일  | 서울 한국기원 1층 바둑TV 스튜디오 | 아오키 기쿠요 八단 | 김세실 二단          | 205수 흑 2집반승 | [ 깨진 링크 ( 과거 내용 찾기 ) ] |
| 6    | 2008년 | 3월 3일  | 서울 한국기원 1층 바둑TV 스튜디오 | 판웨이징 二단      | 아오키 기쿠요 八단   | 322수 흑 6집반승 | [ 깨진 링크 ( 과거 내용 찾기 ) ] |
| 7    | 2008년 | 3월 4일  | 서울 한국기원 1층 바둑TV 스튜디오 | 이하진 三단        | 판웨이징 二단        | 158수 백 불계승  | [ 깨진 링크 ( 과거 내용 찾기 ) ] |
| 8    | 2008년 | 3월 5일  | 서울 한국기원 1층 바둑TV 스튜디오 | 이하진 三단        | 만나미 카나 四단     | 125수 흑 불계승  | [ 깨진 링크 ( 과거 내용 찾기 ) ] |
| 9    | 2008년 | 3월 6일  | 서울 한국기원 1층 바둑TV 스튜디오 | 탕이 二단          | 이하진 三단          | 252수 백 7집반승 | [ 깨진 링크 ( 과거 내용 찾기 ) ] |
| 10   | 2008년 | 3월 7일  | 서울 한국기원 1층 바둑TV 스튜디오 | 탕이 二단          | 야시로 구미코 五단   | 183수 흑 불계승  | [ 깨진 링크 ( 과거 내용 찾기 ) ] |
| 11   | 2008년 | 4월 1일  | 중국 베이징 쿤룬호텔              | 이민진 五단        | 탕이 二단            | 214수 백 불계승  | [ 깨진 링크 ( 과거 내용 찾기 ) ] |
| 12   | 2008년 | 4월 2일  | 중국 베이징 쿤룬호텔              | 이민진 五단        | 가토 게이코 六단     | 280수 흑 6집반승 | [ 깨진 링크 ( 과거 내용 찾기 ) ] |
| 13   | 2008년 | 4월 3일  | 중국 베이징 쿤룬호텔              | 이민진 五단        | 루이나이웨이 九단    | 245수 흑 7집반승 | [ 깨진 링크 ( 과거 내용 찾기 ) ] |

결과: 대한민국 우승 (7승 3패, 박지은 九단은 출전하지 않음), 중국 준우승 (3승 5패), 일본 3위 (3승 5패)